# 星襄一
星 襄一（ほし じょういち、1913年9月27日 - 1979年6月17日）は、日本の木版画家。国画会会員。日本版画協会会員。

## 人物
新潟県北魚沼郡小出町（現・魚沼市）出身。台南師範学校を卒業後、台湾で初等教員を務め、終戦後に帰郷。後に上京し、1956年武蔵野美術学校を卒業。孔版画を習う。1949年、日本版画協会賞を受賞。木版画を学ぶ。1959年、国画賞受賞。1960年からは東京国際版画ビエンナーレ展に幾度か作品を出品。星座や雪、樹などを題材とした木版画作品を多く手掛けた。1979年、肺癌により千葉県八千代市の自宅で没した。65歳。